# یواس‌اس کانن
یواس‌اس کانن ممکن است به یکی از موارد زیر اشاره داشته باشد:
- یواس‌اس کانن (پی‌جی-۹۰)
- یواس‌اس کانن (دی‌ئی-۹۹)